# عين حسان الشرقية
عين حسان الشرقية قرية سورية في ناحية القدموس في منطقة بانياس التابعة لمحافظة طرطوس.